# Kenner Products
Kenner Products var ett leksaksföretag som grundades 1947 av bröderna Albert Steiner, Phillip Steiner och Joseph L. Steiner i Cincinnati i Ohio i USA. Namnet "Kenner Products" valdes eftersom företagets första huvudkontor låg på just gatan Kenner Street. År 2000 stängde kontoret i Cincinnati ner då Kenner slogs samman med företaget Hasbro som tog över all leksaksproduktion.
Kenner är mest kända för att under slutet av 1970-talet och tidigt 1980-tal ha tillverkat leksaker med actionfigurer från Star Wars-filmerna. men också Jurassic Park och Batman the Animated Series.

### Fotnoter
1. ↑  hämtat från: engelskspråkiga Wikipedia.[källa från Wikidata]
2. ↑  Dan (28 juli 2006). ”Hasbro & JP3” (på engelska). JP Toys. http://www.jptoys.com/index.php/2006/07/28/304-hasbro-jp3-why-things-changed. Läst 12 augusti 2016.
3. ↑  ”'Why I wish I hadn't sold my Star Wars toys'” (på engelska). BBC. 14 november 2015. http://www.bbc.com/news/magazine-34799193. Läst 12 augusti 2016.